# Philodromus barrowsi
Philodromus barrowsi este o specie de păianjeni din genul Philodromus, familia Philodromidae, descrisă de Gertsch, 1934. Conform Catalogue of Life specia Philodromus barrowsi nu are subspecii cunoscute.